# Bidai
Els bidai eren una banda d'amerindis atakapes de l'est de Texas.

## Història
La seva història oral diu que el bidai eren el poble originari de la seva regió. Els seus assentaments centrals eren al llarg de Bedias Creek, però el seu territori oscil·lava entre el riu Brazos i el riu Neches. El primer registre escrit sobre la tribu procedeix de 1691 per exploradors espanyols que van dir que vivien a la vora dels hasinai. L'explorador francès François Simars de Bellisle els va descriure com a agricultors en 1718 i 1720.
Tenien tres viles o bandes distintes en el segle xviii. Els deadose eren la banda més septentrional dels bidai, dels que se'n van separar a començament del segle xviii. La població bidai en el segle xviii s'estimava en 600 individus, amb uns 200 deadoses addicionals.
En 1770 la banda va actuar en connivència amb els colons francesos per vendre armes als lipans, ja que tots eren enemics dels espanyols.
Els bidai van patir diverses epidèmies durant 1776-1777, que van reduir la seva població com a mínim a la meitat. Els supervivents es van unir a les tribus veïnes, com els akokisa i koasati. Alguns es van establir a la reserva índia Brazosa en l'actual comtat de Young (Texas) i es van retirar amb el caddos a Territori Indi. Els que es van quedar formaren un poble a dotze milles de Montgomery (Texas), on es dedicaren al cultiu de blat de moro i a treballar en la collita de cotó en la meitat del segle xix.
André Sjöberg publicà una etnohistòria dels bidai en 1951.

## Estil de vida
Els bidai caçaven, recollien, pescaven, conreaven blat de moro, i barataven el seu excedent de blat de moro. També caçaven i pescaven amb gàbies de canya. Als estius vivien al llarg de la costa, però a l'hivern es traslladaven cap a l'interior, on vivien en tendes de pell d'os.
Abans del contacte, els bidai feien la seva pròpia ceràmica, però ràpidament va adoptar estris de metall de comerç europeu. Encara feien atuells de ceràmica al segle xix, i també teixien una varietat de cistelles. En 1803, Henry Hopkins Sibley va escriure que els bidai tenien "un caràcter excel·lent d'honestedat i puntualitat."
L'estructura dels seus bressols alterava la forma dels seus cranis. També milloraven la seva aparença a través del tatuatge corporal i facial.
Els homes medicina bidai eren herbalistes i feien banys de suor. Els pacients podien ser tractats posant-los en bastides sobre fogueres d'herbes. Mentre que altres bandes atakapes són conegudes pel seu canibalisme ritual, aquesta pràctica mai es va registrar entre els bidai.

## Llengua
Hom creu que el bidai era una llengua atakapa, actualment extingida. Només se'n conserven algunes paraules.
- Namah: un
- Nahone: dos
- Naheestah: tres
- Nashirimah: quatre
- Nahot nahonde: cinc
- Nashees nahonde: sis
- Púskus: noi
- Tándshai: blat de moro[7]

## Nom
Els bidai també han estat anomenats Biday, Bedies, Bidaises, Beadweyes, Bedies, Bedees, Bidias, Bedais, Midays, Vidais, Vidaes, Vidays. El seu nom podria ser d'origen caddo, i voldria dir "bosc de brossa." El seu autònim era Quasmigdo.